# Інтавонґ
Інтавонґ (лаос. ເຈົ້າອິນທະວົງສ໌; пом. 7 лютого 1805), також Сеттатірат IV — п'ятий володар королівства В'єнтьян.

## Біографія
Був другим сином короля Онг Буна. 1778 року сіамський король Таксин, остерігаючись посилення Бірми вирішив захопити лаоські королівства. Сіамська армія під командуванням майбутнього короля Рами I вдерлась до В'єнтьяну та взяла в облогу столицю. Батько призначив принца Нантасена командувачем війська, що мало протистояти сіамцям. Однак столиця не встояла, й Онг Бун утік до джунглів, а його синів Нантасена, Інтавонґа й Анувонґа, а також дочку Кхамваєн було взято в заручники та вивезено до Тонбурі. Туди ж сіамці вивезли символи королівської влади смарагдового Будду та Прабанг. В'єнтьян потрапив у цілковиту залежність від Сіаму.
1781 року після страти батька та сходження на престол у В'єнтьяні старшого брата Нантасена Інтавонґа було проголошено упахатом (віцекоролем), але він залишився при сіамському дворі в якості заручника.
У січні 1795 року Нантасена було звинувачено в підготовці повстання. Після того сіамці ув'язнили його та вивезли до своєї столиці. Оскільки Нантасен не лишив спадкоємців, трон зайняв його молодший брат Інтавонґ. А колишній король помер у полоні влітку того ж року.
Правління Інтавонґа було лише номінальним за реального володарювання Сіаму. Значних подій у той період зафіксовано не було. Інтавонґ помер у лютому 1805 року, після чого трон зайняв його молодший брат Анувонґ.